# Heppenberg
Heppenberg ist ein Stadtteil von Lohmar im Rhein-Sieg-Kreis in Nordrhein-Westfalen.

## Geographie
Heppenberg liegt im Südwesten von Lohmar beim Stadtteil Donrath. Umliegende Ortschaften und Weiler sind Wielpütz im Norden, Büchel und Besenbroich im Nordosten, Donrath im Osten und Südosten, Weegen im Südosten, Sottenbach und Lohmar-Ort im Süden, Troisdorf-Altenrath im Südwesten sowie Meigermühle im Westen.
Heppenberg liegt an der Agger.

## Geschichte
1885 hatte Heppenberg neun Wohnhäuser und 40 Einwohner.
Bis zum 1. August 1969 gehörte der Ort zu der bis dahin eigenständigen Gemeinde Scheiderhöhe.

## Verkehr
- Heppenberg liegt an den Landesstraßen 288 und 84.
- Der nächstgelegene Bahnhof befindet sich in Rösrath.
- Der öffentliche Personennahverkehr wird durch das Anruf-Sammeltaxi (AST) ergänzt. Heppenberg gehört zum Tarifgebiet des Verkehrsverbund Rhein-Sieg (VRS).